# سعيد نجفي اسداللهي
الدكتور سعيد النجفي اسداللهي (1318 - 1358 هـ / 1939 م) هو أديب ولغوي ایراني، ولد في بغداد. حصل على شهادة الدكتوراه من قسم الأدب الفارسي بجامعة طهران ودرّس بعدها في جامعة العلامة الطباطبائي في قسم اللغة العربية وآدابها وترأس القسم لسنوات عديدة. وأنشا أبوه الشيخ احمد نجفی معهد دار العلوم العربية بطهران وعمل الدكتور النجفي إلى جانب أبيه الشيخ احمد نجفی فيه وتقاعد من مهنة التدريس بالجامعة وتطرق إلى تعليم اللغة العربية بمعهد دارالعلوم العربية ولايزال يستمر بهذا العمل وإلى جانبه يتطرق إلى البحث والدراسة بمؤسسة لغتنامه دهخدا (قاموس اللغة الفارسية) بطهران.

## حياته العلمية
- حامل درجة الدكتوراه في الأدب الفارسي من جامعة طهران
- الدكتور النجفي بعد أن أنهى مرحلة الدراسة الجامعية تحول إلى الخدمة، فعمل مدرساً في جامعة العلامة الطباطبائي بطهران وتسلم رئاسة قسم الأدب الفارسي ومن ثم وبفضل علمه الجم في مجال اللغة العربية أسس قسم اللغة العربية وآدابها في نفس الجامعة وأصبح مدير القسم فعمل جاهداَ حتي أحيل إلى التقاعد.
- لم ينقطع حنينه وشوقه إلى المعرفة والبحث بعد أن أنهى فترة مهنة التدريس في الجامعة إذ واصل التدريس والتربية في معهده الخاص المسمى بدارالعلوم العربية بطهران في شارع بهار وكذلك لم ينقطع عمله في مؤسسة دهخدا في البحث والعمل العلمي في مجال اللغة الفارسية والعربية.

## الأساتذة
تلمذ الأستاذ الدكتور النجفي عند كبار الأدباء والأساتذة الأيرانيين في الفترة المعاصرة منهم العلامة دهخدا، محمد معین، بدیع الزمان فروزانفر، جلال الدین همایی، ذبیح‌الله صفاوغيرهم من علماء اللغتين العربية والفارسية.

## زملائه
من زملائه ورفقاء دربه الدراسية والبحثية يمكن الإشارة إلى أشخاص ك: العلامة دهخداّ ومحمد معین وسید جعفر الشهیدی وحسن انوریّّ وعلی اشرف الصادقی.

## المعاهد التي أسست تحت مسؤوليته
- مؤسسة دارالعلوم العربیه
- قسم اللغة العربية وآدابها بجامعة العلامة الطباطبايي [6]
- مؤسس أسلوب تعليم العربية في إيران في وزارة التعليم والتربية الايرانية وجامعة العلامة الطباطبايي
- رئيس تحرير مجلة دراسات ترجمة القرآن والحديث التابعة لجامعة جامعة تربية مدرس؛[7]

## التلامذة
معظم الذين تعلموا اللغة العربية وآدابها في نصف القرن الماضي كانوا بشكل مباشر أو غيرمباشرة من تلامذة الأستاذ النجفي في إيران.

## أعماله
- الطريقة الجديدة من دروس دارالعلوم العربية اح‍م‍د ن‍ج‍ف‍ی، س‍ع‍ی‍د ن‍ج‍ف‍ی‌اس‍دال‍ل‍ه‍ی: دارال‍ع‍ل‍وم‌ال‍ع‍رب‍ی‍ه/ اح‍م‍د ن‍ج‍ف‍ی، س‍ع‍ی‍د ن‍ج‍ف‍ی‌اس‍دال‍ل‍ه‍ی: دارال‍ع‍ل‍وم‌ال‍ع‍رب‍ی‍ه، 1370
- «ناز ونیاز»